# Suore di carità di San Carlo Borromeo (Treviri)
Le Suore di Carità di San Carlo Borromeo (in tedesco Barmherzige Schwestern vom Hl. Karl Borromäus) sono un istituto religioso femminile di diritto pontificio.

## Storia
Le prime suore borromee di Nancy si stabilirono in diocesi di Treviri nel 1739, a Stenay, e nel 1762, a Marville, sulla riva sinistra del Reno. Nel 1810 le suore furono chiamate a prestare servizio nell'ospedale di Saarlouis e il 1º aprile 1811, su invito del vescovo Charles Mannay, iniziarono a lavorare negli ospedali riuniti di St. Irminen a Treviri.
Le borromee si diffusero rapidamente in varie località tedesche (Coblenza, Aquisgrana, Andernach, Berlino, Wallerfangen, Bonn) e il 21 novembre 1849 fu eretta una provincia tedesca, con sede e noviziato a Treviri.
Il 6 settembre 1872, a causa del Kulturkampf, la provincia di Treviri si staccò da Nancy e fu eretta in congregazione autonoma; sempre a causa del Kulturkamf, il noviziato fu trasferito a 's-Hertogenbosch.
La prima missione fu aperta in Corea del Sud nel 1964.

## Attività e diffusione
Le suore si dedicano all'educazione della gioventù e alle opere di carità.
Oltre che in Germania, la congregazione è attiva anche nei Paesi Bassi e in Tanzania; la sede generalizia è a Treviri.
Alla fine del 2015 l'istituto contava 271 religiose in 17 case.